# Bela Vista (Porto Alegre)
Pour les articles homonymes, voir Bela Vista (homonymie).
 (février 2024).
Si vous disposez d'ouvrages ou d'articles de référence ou si vous connaissez des sites web de qualité traitant du thème abordé ici, merci de compléter l'article en donnant les références utiles à sa vérifiabilité et en les liant à la section « Notes et références ».
Bela Vista est un quartier de la ville de Porto Alegre, capitale de l'État brésilien du Rio Grande do Sul.
Il a été créé par la Loi 2022 du 7 décembre 1959.

## Données générales
- Population (2000) : 9.621 habitants
  - Hommes : 4.415
  - Femmes : 5.206
- Superficie : 92 ha
- Densité : 104,58 hab/ha

## Limites actuelles
De la rue Passo da Pátria, de l'angle de la rue Vicente da Fontoura jusqu'à la rue Jaime Telles, de la rue Jaime Telles jusqu'à l'avenue Nilópolis ; de cette dernière jusqu'à l'avenue Dr. Nilo Peçanha ; de là, dans le sens Ouest/Est, jusqu'à l'avenue Carlos Gomes, puis jusqu'à la rue Furriel Luiz Antônio Vargas ; ensuite, jusqu'à la rue Pedro Chaves Barcelos et la rue Cel. Pedro Ivo ; puis jusqu'à la rue Carlos Trein Filho ; de là à la rue Farnese et la rue Antônio Parreiras ; dans le prolongement de celle-ci, dans le sens Est/Ouest, jusqu'à la rue Colonel Bordini et, en direction Nord/Sud, jusqu'à la rue Vicente da Fontoura et, par celle-ci, retour à la rue Passo da Pátria.

## Histoire
Le nom du quartier est déjà caractéristique du lieu : au sommet d'une colline, avec une superbe vue sur toute la ville et les environs de Porto Alegre.
L'histoire de Bela Vista est liée à celle du quartier de Petrópolis, un des plus anciens de la municipalité, car il est issu du démantèlement d'une des nombreuses propriétés foncières historiques du lieu, celle de la famille Santos Neto. En 1970, ces terres furent loties, rendant le quartier essentiellement résidentiel.

### Aujourd'hui
Jusqu'au début des années 1990, le quartier était composé seulement de maisons résidentielles, mais à partir de 1999, la Loi 434/99 en a complètement modifié les caractéristiques, des immeubles commençant à être construits, changeant sensiblement le paysage et la végétation de la zone. Dans le cadre du développement urbain de la ville, l'avenue Neuza Brizola fut ouverte pour relier les avenues Nilópolis et Protásio Alves.

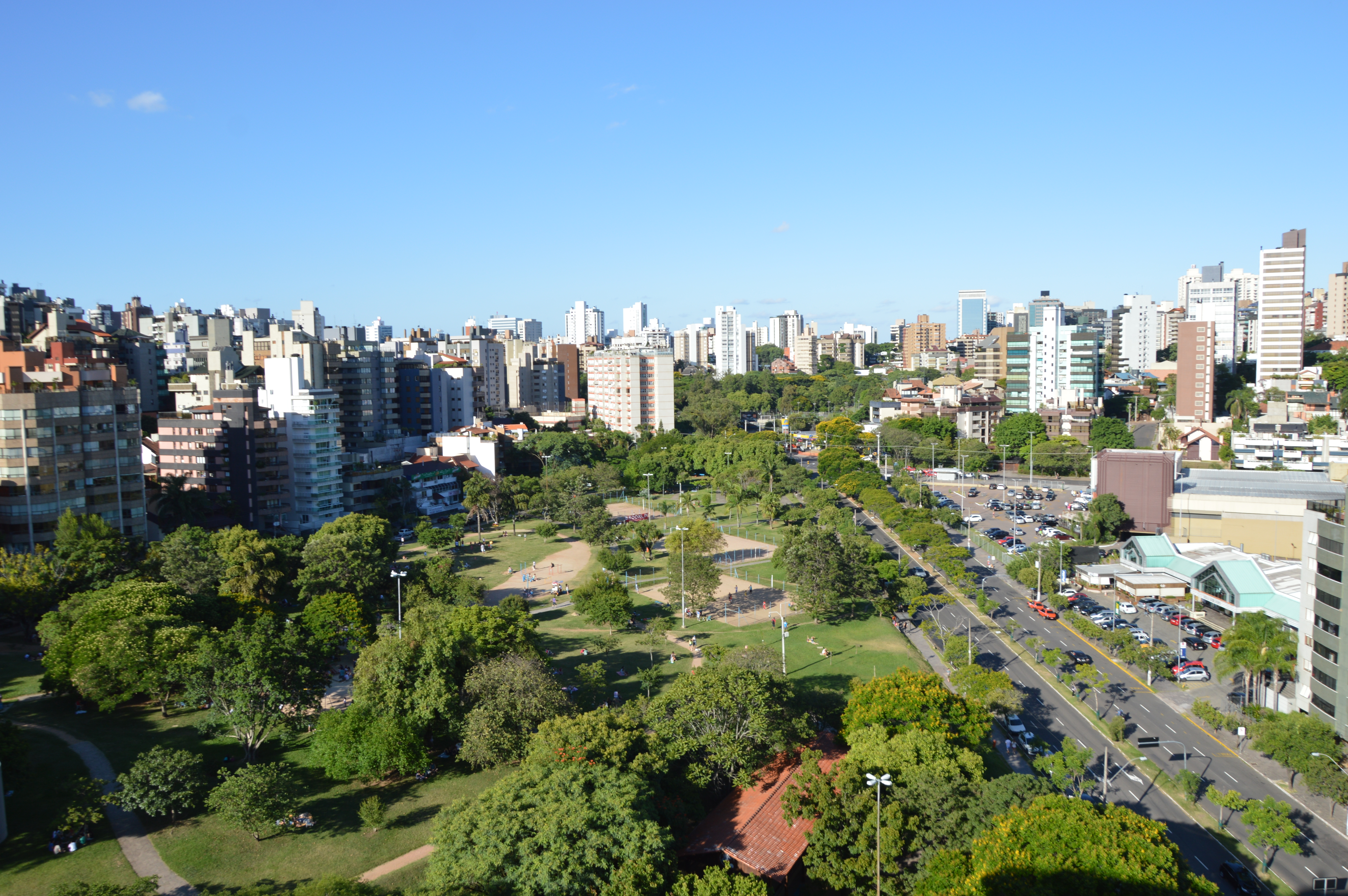
La et l'avenue Nilópolis en 2013.